# 斯潘塞布魯克 (明尼蘇達州)
斯潘塞布魯克（英語：Spencer Brook）是位於美國明尼蘇達州伊善提縣斯潘塞布魯克鎮區的一個非建制地區。

## 地理
斯潘塞布魯克所處的海拔為高於海平面290米（即951英呎），而該地所採用的時區為UTC-6，即北美中部時區（CST）。同時該地設有夏令時間，為UTC-6調快一小時，即UTC-5（CDT）。